# Augusto Basile
Augusto Basile (Roma, 9 novembre 1937) è un karateka italiano.
Da sempre cultore di arti marziali, al punto di farne la sua professione, è uno dei padri fondatori del karate in Italia. Sua è la fondazione negli anni 60 della "Karate International Academy of Italy" (Kiai) che negli anni successivi si unirà alla Federazione Italiana Karate (FIK) creando un'unica organizzazione diretta da Augusto Ceracchini che affiderà la guida tecnica proprio ad Augusto Basile. In questo sodalizio di amicizia e reciproco rispetto alla FIK riuscirà a confluire nella WUKO (World Union of Karate-do Organizations), l'organizzazione mondiale che raggruppava allora tutti gli stili e tutte le federazioni di karate.

## Biografia
Il 15 dicembre 1963 insieme ai maestri Aarts Leeo e Stas per il Belgio, Cherix Bernard per la Svizzera, Karl Heinzk Kiltz per la Germania, Bell per l'Inghilterra, Delcourt e Sebban per la Francia dà vita a Parigi al primo congresso Europeo di Karate. Questi uomini saranno riconosciuti come i padri fondatori della nascitura World Karate Federation (WKF).